# Chiesa di Sant'Anna (Ventasso)
La chiesa di Sant'Anna, o in modo più completo chiesa di Sant'Anna Madre della Beata Vergine Maria, è la parrocchiale di Ospitaletto, frazione del comune italiano sparso di Ventasso mentre sino al 2015 rientrava nel territorio della vicina Ligonchio, in provincia di Reggio Emilia. Appartiene al vicariato della Montagna nella diocesi di Reggio Emilia-Guastalla e risale al XVII secolo.

## Storia

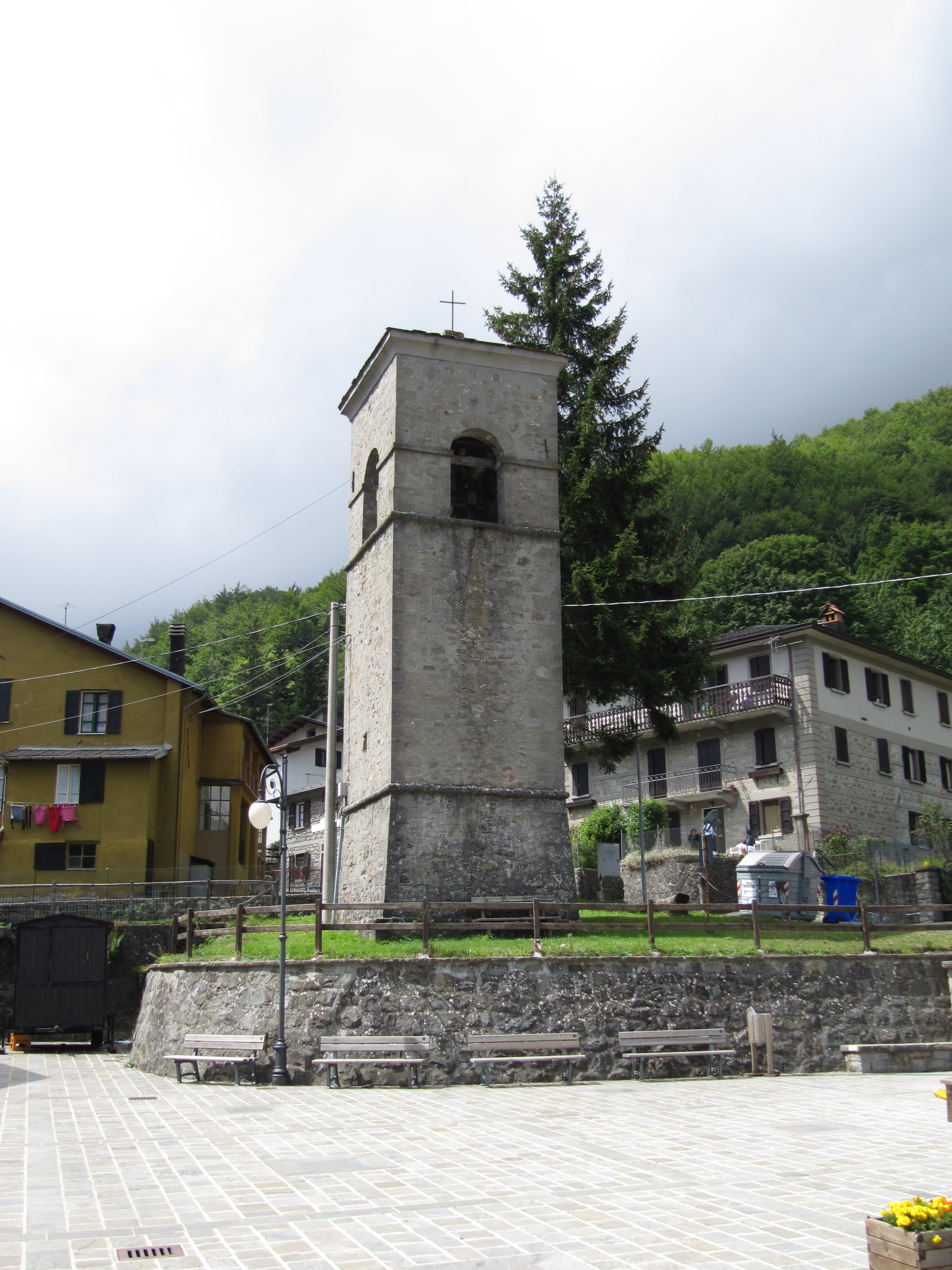
Campanile della chiesa a Ospitaletto, che sorge in posizione distaccata rispetto al luogo di culto

Il luogo di culto venne citato per la prima volta nella visita pastorale del 1664 del vescovo Gianagostino Marliani che descrisse la chiesa costruita solo sei anni prima come necessaria per la comunità e che venne edificata grazie in particolare al capitano Orazio Ceccardi che per questo ne ottenne il giuspatronato. Il nuovo tempio venne elevato a dignità di chiesa parrocchiale. Un terremoto devastante distrusse quasi completamente l'abitato e la stessa chiesa nel 1920 e nel 1930 ne venne completata la ricostruzione. La dedicazione recente della chiesa è a San Giacomo anche se la parrocchia ha conservato il nome originale.

## Descrizione

### Esterni
La chiesa si trova nell'abitato di Ospitaletto, frazione di Ventasso in provincia di Reggio Emilia il cui nome richiama l'antica tradizione assistenziale e che venne quasi completamente distrutto, con la stessa chiesa, durante il terremoto del 1920. Il corpo di fabbrica della chiesa è semplice, con facciata a capanna rifinita con muratura a vista e intonaco. Il portale è architravato e sormontato da una finestra a lunetta cieca con rilievi, da una lapide e  
da una piccola nicchia stretta, sotto il colmo del tetto che ha al centro una piccola croce metallica. La torre campanaria si trova in posizione distaccata ed è la sola parte della struttura originale e non crollata durante il terremoto. La sua cella campanaria si apre con quattro finestre a monofora.

### Interni
La sala è a navata unica ed ampliata da due cappelle laterali leggermente rialzate. La copertura del soffitto è in capriate di legno. Negli anni ottanta del XX secolo è stato realizzato l'adeguamento liturgico.